# Луцій Ноній Аспренат (консул-суфект 36 року до н. е.)
Лу́цій Но́ній Аспрена́т (лат. Lucius Nonius Asprenas; I століття до н. е.) — політичний, державний та військовий діяч часів пізньої Римської республіки, консул-суфект 36 року до н. е.

## Біографія
Луцій Ноній був homo novus з Піцена. Належав до прихильників Гая Юлія Цезаря.
У 47 році до н. е. обіймав посаду претора, в 46 році до н. е. брав участь у поході Цезаря в Африку, де успішно захищав місто Тапс з двома легіонами, а в 45 році до н. е. — в Іспанію, де був ймовірно легатом у кінноті.
За часів Другого тріумвірату Луцій Ноній брав участь у війні Октавіана Августа проти Секста Помпея. У 36 році до н. е. він був консулом-суфектом, після того, як консул того року Луцій Геллій Поплікола достроково зняв з себе повноваження. У 31 році увійшов до складу жрецької колегії епулонів.
З того часу про подальшу долю Луція Нонія Аспрената згадок немає.

## Родина
- Син Луцій Ноній Аспренат, який став батьком Луція Нонія Аспрената, консула-суфекта 6 року.
- Дочка Нонія Полла, дружина Луція Волузія Сатурніна, консула-суффекта 12 року до н. е..